# Paul K. Van Riper

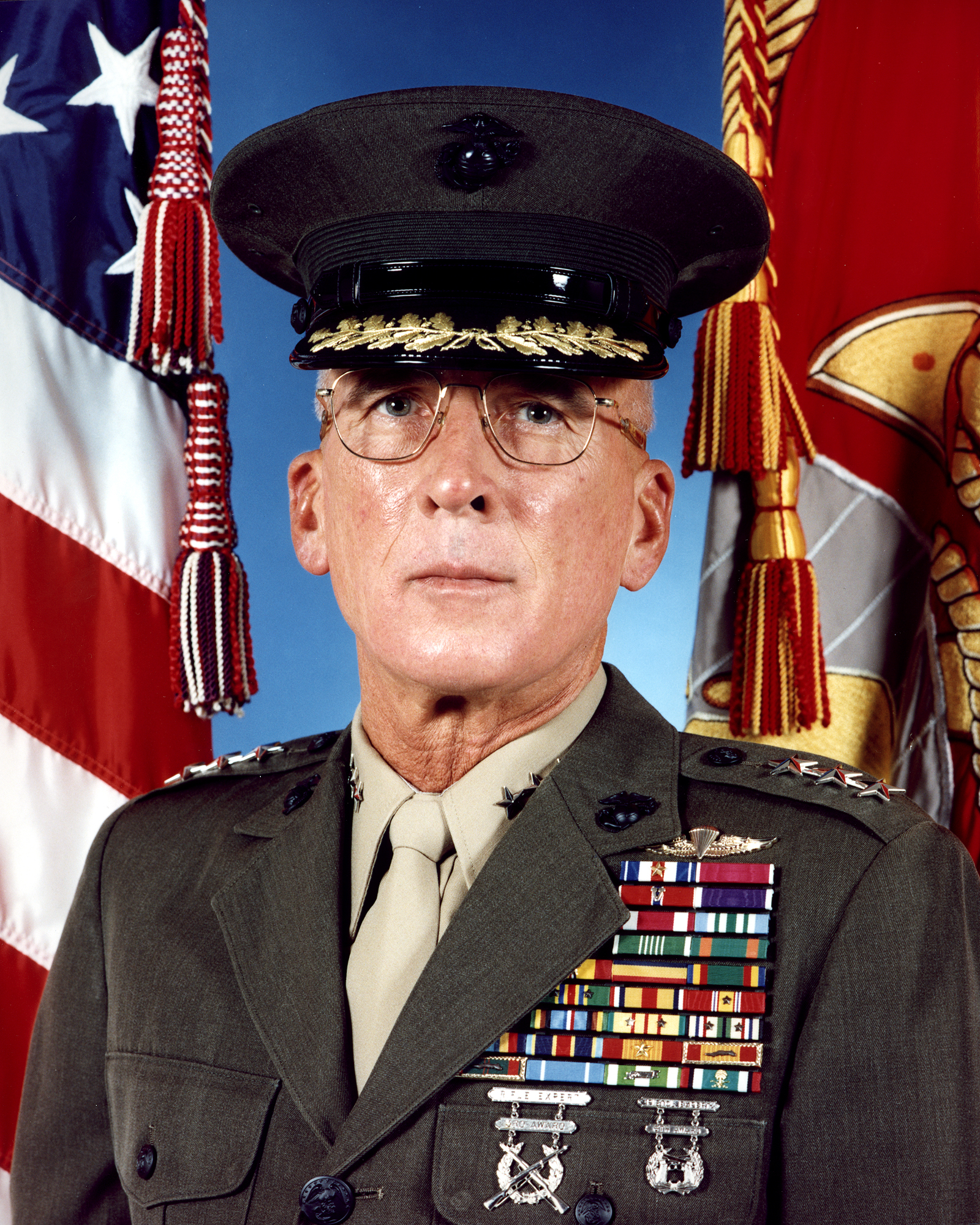
Van Riper (unbekannter Zeitpunkt)

Paul K. Van Riper (* 5. Juli 1938 in Brownsville (Pennsylvania)) ist ein ehemaliger amerikanischer Generalleutnant des Marine Corps. Er ist bekannt für die Leitung des Team Red beim Großmanöver Millennium Challenge 2002 nach seiner Pensionierung.

## Leben
Van Riper absolvierte seine Grundausbildung von 1956 bis 1957 auf Parris Island. Danach wurde er zu Marine Corps-Reserve zurückgestellt. Bis November 1963 studierte er einen zivilen Studiengang am California State College – wie üblich für Offiziersanwärter. Nach der Basic School an der Marine Corps Base Quantico begann er im Juni 1964 seine Laufbahn in Camp Lejeune.
Sein erster Auslandseinsatz fand im Frühjahr 1965 im Rahmen der Operation Power Pack statt. Ende des Jahres wurde er als Militärberater nach Südvietnam kommandiert. Am 7. Februar 1966 wurde er verletzt und in die USA zurückverlegt. Anschließend wurde er Ausbilder an der Basic School. 1968 durchlief er die Amphibious Warfare School. September 1968 kehrte als Kompaniechef nach Vietnam zurück. 1969 wurde er Ausbilder am John F. Kennedy Institute for Military Assistance in Fort Bragg. 1971 wurde an das Headquarters Marine Corps in Washington, D.C. versetzt.
Von 1977 bis 1978 war Van Riper Student am College of Naval Command/Naval War College. Dann wurde er bis 1979 in der United Nations Truce Supervision Organization für Palästina eingesetzt.
Von 1981 bis 1982 war er Student am Army War College. Anschließend war er Regimental Executive Officer des Camp Pendleton.
Im Mai 1983 wurde er zum ersten Mal Kommandeur einer Einheit.
1989 war er Gründungsrektor der Marine Corps University. Von April 1993–1995 leitete er den Mini-Geheimdienst Marine Corps Intelligence. 1997 wurde er pensioniert.